# Los Angeles Magazine
Los Angeles Magazine è un periodico mensile fondato nel 1961 a Los Angeles e appartenente a Hour Media Group, LLC, che lo distribuisce. In esso si combinano articoli di cronaca, rapporti investigativi, giornalismo di servizio e design. Ha ottenuto tre premi del National Magazine. La rivista tratta di personalità, stile di vita, cultura, intrattenimento, moda, arte e architettura. È membro della City and Regional Magazine Association (CRMA).

## Storia
Los Angeles venne pubblicato per la prima volta nel 1961. Fu comprato dalla CHC nel 1973 e da ABC nel 1977. Quest'ultima fu poi acquisita dalla Disney, che vendette Los Angeles alla Emmis nel 2000, che a sua volta lo cedette alla Hour Media LLC il 28 febbraio 2017.